# Соризо
Соризо (італ. Soriso, п'єм. Soris) — муніципалітет в Італії, у регіоні П'ємонт,  провінція Новара.
Соризо розташоване на відстані близько 540 км на північний захід від Рима, 95 км на північний схід від Турина, 37 км на північний захід від Новари.
Населення — 755 осіб (2014).
Щорічний фестиваль відбувається 25 липня. Покровитель — San Giacomo.

## Демографія
Населення за роками:

Станом на 1 січня 2023 року в муніципалітеті офіційно проживав 41 іноземець з 8 країн, серед них 2 громадяни країн Євросоюзу та 2 громадяни України.

## Сусідні муніципалітети
- Гаргалло
- Гоццано
- Поньо
- Вальдуджа